# 탁정임
탁정임(卓貞任, 1967년 3월 4일 ~ )은 대한민국의 은퇴한 펜싱 선수로 주 종목은 플뢰레이다. 1988년 하계 올림픽에 참가했으며, 1990년 아시안 게임에서 개인전 금메달을 획득했다.
1990년 펜싱 선수인 홍영승과 결혼했다.

## 수상

### 훈장
- 체육훈장 백마장 (1986년 10월 6일)
- 체육훈장 기린장 (1990년 12월 31일)